# Malcolm Newlands
Malcolm Newlands (Wishaw, 28 marzo 1925 – Motherwell, 10 febbraio 1996) è stato un calciatore scozzese, di ruolo portiere.

## Carriera
Dopo aver giocato con i semiprofessionisti dei Carluke Rovers Newlands esordisce tra i professionisti nella stagione 1946-1947, all'età di 20 anni, con il St. Mirren, club della prima divisione scozzese, con il quale tra il 1946 ed il 1948 gioca in totale 38 partite di campionato. Nell'estate del 1948 si trasferisce in Inghilterra per giocare in prima divisione al Preston N.E.: con i Lilywhites disputa 22 partite nella stagione 1948-1949, conclusasi con una retrocessione in seconda divisione, categoria in cui nel biennio seguente gioca in totale 34 partite, contribuendo anche alla vittoria della Second Division 1950-1951. Disputa poi 8 partite in prima divisione nella stagione 1951-1952 e 12 partite nella prima parte della stagione 1952-1953, durante la quale nel mese di ottobre viene ceduto in terza divisione al Workington per far spazio al neoacquisto George Thompson come portiere titolare. Rimane poi al Workington per otto stagioni e mezzo, sei e mezzo delle quali in terza divisione (e le ultime due, dal 1958 al 1960, nel neonato campionato di Fourth Division), ritirandosi nel 1960, all'età di 34 anni, dopo 250 partite di campionato giocate con il Workington.

## Palmarès

### Club

#### Competizioni nazionali
- Campionato inglese di seconda divisione: 1

Preston: 1950-1951